# Mamusa
Mamusa es un municipio local sudafricano situado en el distrito de Dr Ruth Segomotsi Mompati, en la provincia de Noroeste.

## Superficie
Mamusa tiene una superficie de 3603 km².

## Demografía
En 2022, tenía 70 483 habitantes, una densidad poblacional de 19,56 hab./km², y 17 291 viviendas.